# Karambit

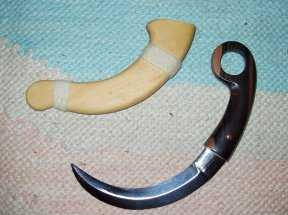

Il karambit o kerambit (fonetica: karambìt) è un coltello originario del Sud-Est asiatico (Indonesia e Filippine). Il karambit è caratterizzato dalla lama a mezzaluna perfetta per tagliare in profondità e dall'anello all'estremità del manico.

## Origine
La primissima forma del karambit risale al tredicesimo secolo e veniva chiamato Kuku Bhima (Artiglio di Bhima). Bhima era una divinità induista raffigurata spesso con una piccola lama in mano. Con l'arrivo dei mercanti arabi nell'arcipelago asiatico il design della lama è stato ridisegnato secondo il modello del coltello curvo arabo, il janbiya. La forma definitiva del karambit è nata osservando la natura, in particolare cercando di riprodurre il kuku macan (l'artiglio della Tigre), animale da sempre temuto e rispettato.
Il primo prototipo di karambit, molto più grosso rispetto alle dimensioni attuali, nacque come arma da battaglia e veniva chiamata karambit besar (grande karambit). La lama veniva spesso intrisa di veleno per renderla ancora più letale, mentre la forma ricurva favoriva tecniche dirette a tagliare i vasi sanguigni e a recidere i tendini delle braccia e delle gambe. Col tempo la dimensione della lama venne sempre più rimpicciolita per renderla più maneggevole, fino a raggiungere le dimensioni attuali.
In tempo di pace il karambit venne relegato ad un uso prettamente di lavoro nei campi o nella lavorazione del legno. Con l'avvento delle armi da fuoco il karambit, in guerra, diventò solo un'arma secondaria, nel caso si venisse disarmati o per agire di nascosto. Attualmente viene usato anche come arma da difesa personale e utilizzato in varie discipline di arti marziali asiatiche, quali il pencak Silat o il kali.

## Tecnica

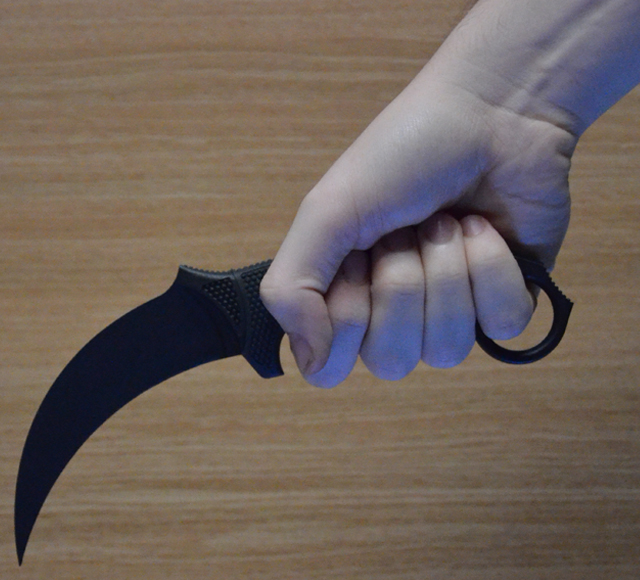
Presa Positiva (o Istintiva)

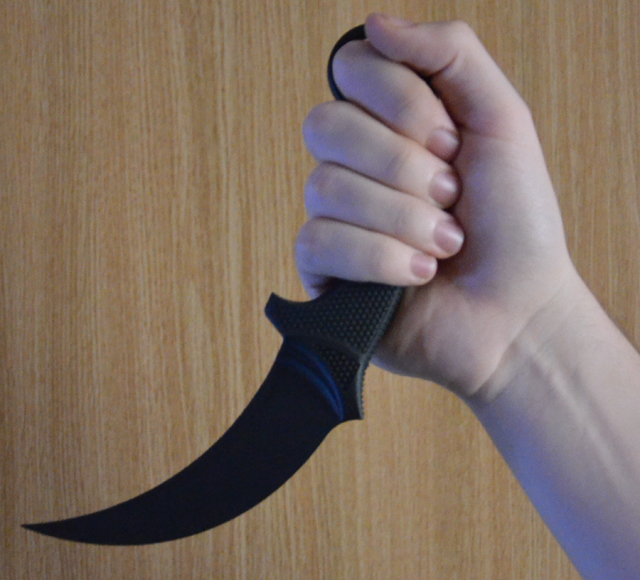
Presa Tradizionale (o Estesa)

Il karambit può essere impugnato in due modi, rispettivamente chiamati presa positiva (o istintiva), e presa tradizionale (o estesa).
La presa positiva (positive grip) si ha quando si impugna il karambit infilando il mignolo nell'anello. Viene chiamata Istintiva perché impugnato in questo modo è come un coltello qualsiasi. Con questa impugnatura si eseguono principalmente attacchi seguendo gli angoli di attacco 1 e 2. 
La presa tradizionale invece si ha quando si impugna il karambit infilando l'indice nell'anello. Viene chiamata estesa perché da questa presa si può far ruotare il karambit sull'indice aumentando quindi il raggio d'azione. Questa presa permette di infliggere tagli ascendentali alla parte inferiore del corpo e di nascondere il karambit nel pugno così da effettuare colpi a sorpresa. Si può anche usare l'anello per colpire come un tirapugni. Questa presa richiede maggiore abilità rispetto a quella positiva, sia perché non si possono effettuare attacchi "istintivi" sia perché il raggio d'azione è ridotto.

## In combattimento
Il karambit ha riscosso grande successo fra marzialisti e combattenti di tutto il mondo per la sua efficienza. Karambit di design moderno tendono ad essere più piccoli di quelli tradizionali e spesso hanno una lama a serramanico. La lama curva è perfetta per recidere tendini e muscoli, creando ferite profonde, sanguinolente e dolorose, mentre l'anello rende estremamente difficile per un avversario disarmare il possessore.

## Riferimenti cinematografici e videoludici
- In Ong-Bak 2 - La nascita del dragone un combattente impugna due karambit.
- In Die Hard 3, Sam Philips interpreta Katya la quale uccide un poliziotto con un karambit.
- In Io vi troverò Liam Neeson affronta una guardia armata di karambit.
- In The Man From Nowehere, Ramrowan usa più volte un karambit per combattere o giustiziare qualcuno - compreso il protagonista.
- Nella serie televisiva Nikita (serie televisiva 2010) viene usato da Roan.
- Nel videogioco Call of Duty Black Ops il protagonista Mason con Woods uccidono due russi usando un coltello karambit in modalità tradizionale.
- È usato da un sicario incaricato di uccidere il protagonista nel film La promessa dell'assassino
- È usato nel film The Punisher.
- È usato nel film The Raid 2: Berandal.
- È usato nella serie televisiva Fargo dal sicario Lorne Malvo.
- Usato nel secondo episodio della quattordicesima stagione di supernatural dall'arcangelo Michele.
- Nei videogiochi Tom Clancy's Splinter Cell: Blacklist e Tom Clancy's Rainbow Six: Siege il protagonista Sam Fisher usa un coltello karambit.
- Nel videogioco Counter-Strike: Global Offensive è disponibile come skin rara al posto del coltello di default.
- È usato nella serie televisiva Lucifer da Mazikeen "Maze" Smith
- È usato nella serie televisiva Taboo dal protagonista James Keziah Delaney, interpretato da Tom Hardy
- Un'unità del videogioco Age of Empires 2 utilizza il karambit : il guerriero karambit
- È usato nel film John Wick 3 - Parabellum.
- È usato nel film Tyler Rake dall'omonimo protagonista
- È una delle skin disponibili per il coltello di Call of Duty: Mobile
- Nel gioco Far cry 6 è utilizzato da Anton Castillo, nemico principale del gioco, interpretato da Giancarlo Esposito
- Nel videogioco Valorant è disponibile nella forma di diverse skin a pagamento al posto del coltello di default.
- In Mortal Kombat 1 (2023), Smoke ne impugna uno come arma principale.
- In Yakuza: Like a Dragon è utilizzato da Joongi Han.